# Moyka
Monika Engeseth (16 de mayo de 1997, Hallingdal, Noruega) más conocida como Moyka, es una cantante y compositora noruega. Actualmente trabaja con la discográfica SNAFU Records.

## Primeros años
Moyka creció en una ciudad ubicada en Hallingdal (Noruega Oriental) y siempre quiso hacer música desde muy temprana edad.
Ella lanzó sus primeras canciones en el EP titulado ''Circles'' después de unos meses de trabajo en 2019.

## Carrera
Su primer EP llamado Circles que incluye 5 canciones, fue lanzado el 18 de octubre de 2019 y está disponible en varias plataformas de streaming.
Comenzó a ser más conocida gracias a diversas actuaciones en diferentes medios nacionales noruegos como la radio NRK P3 o el canal TV2 a través de 'God Morgen Norge', Como también por conciertos en diferentes lugares de Noruega.
Cantó en enero de 2020 para la 34º edición de la Eurosonic (Holanda). En abril de 2020, durante la pandemia por coronavirus, actuó en Vertfet Online Music Festival, un festival noruego 2.0 que reúne a varios artistas y totalmente virtual para evitar el riesgo por coronavirus.
En mayo, se esperaba que participara en The Great Escape Festival (edición 2020) en Brighton, pero fue cancelado debido a la pandemia por coronavirus.
Su segundo EP llamado Spaces, fue lanzado el 12 de junio de 2020, incluyendo 5 canciones e igualmente disponible en varias plataformas de streaming.
Colaboró con Magnus Skylstad, músico y compositor conocido en primer lugar por su trabajo con la cantante noruega AURORA.
En 2021 firmó con el sello discográfico SNAFU Records. En marzo de 2021 lanzó dos nuevas canciones 'As Long As You're Here' y 'Stay' como las primeras canciones de su próximo álbum debut que se lanzará en agosto de 2021.

## Influencias
Su música pop tiene un estilo propio pero está influenciada por otros cantantes noruegos como AURORA o Sigrid, o bandas como Highasakite o Röyksopp.
Dijo que le gustaría colaborar con SASSY 009, Yaeji o Kiasmos, pero que a nivel mundial admira a muchos artistas diferentes.

## Discografía

### 'Circles' (EP1) - 2019
|   | Título                   | Fecha de lanzamiento    |
| - | ------------------------ | ----------------------- |
| 1 | Bones                    | 24 de mayo de 2019      |
| 2 | Colder                   | 8 de marzo de 2019      |
| 3 | All The Things We Forgot | 6 de septiembre de 2019 |
| 4 | Ride                     | 4 de octubre de 2019    |
| 5 | Circles                  | 18 de octubre de 2019   |

### 'Circles (Acoustic Version)' - 2019
|   | Título                              | Fecha de lanzamiento     |
| - | ----------------------------------- | ------------------------ |
| 1 | Bones (acoustic)                    | 20 de septiembre de 2019 |
| 2 | Colder (acoustic)                   | 22 de noviembre de 2019  |
| 3 | All The Things We Forgot (acoustic) | 13 de septiembre de 2019 |
| 4 | Ride (acoustic)                     | 22 de noviembre de 2019  |

### 'Spaces' (EP2) - 2020
|   | Título                                     | Fecha de lanzamiento |
| - | ------------------------------------------ | -------------------- |
| 1 | Spaces                                     | 7 de abril de 2020   |
| 2 | Backwards                                  | 1 de mayo de 2020    |
| 3 | Kanazawa (Maybe We Don't Have To Go There) | 12 de junio de 2020  |
| 4 | Intro                                      | 12 de junio de 2020  |
| 5 | Violet                                     | 22 de mayo de 2020   |

### Sencillos - 2021
|   | Título                   | Fecha de lanzamiento |
| - | ------------------------ | -------------------- |
| 1 | As Long As You're Here   | 26 de marzo de 2021  |
| 2 | Stay                     | 26 de marzo de 2021  |
| 3 | I Don't Wanna Hold On    | 7 de mayo de 2021    |
| 4 | December (I Never Learn) | 11 de junio de 2021  |

### Sin categorizar
|   | Título                | Fecha de lanzamiento     |                                           |
| - | --------------------- | ------------------------ | ----------------------------------------- |
| 1 | I Don't Wanna Hold On | 25 de septiembre de 2020 | Demo de estudio                           |
| 2 | When                  |                          | Concierto en el Teatro Courtyard, Londres |
| 3 | Thousand Eyes         |                          | Concierto en el Verftet Online Fest       |

### Otras apariciones
|   | Título            | Fecha de Lanzamiento | Artista | Álbum     |
| - | ----------------- | -------------------- | ------- | --------- |
| 1 | murder in my mind | 22 de enero de 2021  | Lokoy   | badminton |